# Banan
Banan fou una antiga regió de l'actual Mali, situada a la part esquerra del riu Níger, més enllà de Koulikoro.
Aquesta regió fou conquerida a l'imperi de Masina per al-Hadjdj Umar Tall. El 1883 pertanyia a Ahmadou Tall de Ségou, però després de la derrota dels tuculors davant de Samori Turé a Sanankoro, es va sotmetre al almamy junt amb el Baninko. El 1885 va passar a mans dels francesos i Samori hi va renunciar formalment al tractat de Kéniebacoro de 25 de març de 1886.